# Benjamin Rabier
Benjamin Rabier (La Roche-sur-Yon, Vendeia, 1864 - Faverolles, Indre, 1939) foi um ilustrador e teatrólogo francês, célebre por ter sido o criador do desenho da marca do queijo La vache qui rit.

## Biografia sucinta
Benjamin Rabier começa a trabalhar em 1890 como contador no Bon Marché, em Paris, e em Les Halles. Graças ao apoio de Caran d'Ache, que ele conheceu no ano anterior, várias revistas francesas começam a publicar seus desenhos (La Chronique Amusante, Gil Blas Illustré), mas também na Inglaterra e nos Estados Unidos, onde ele obteve mais sucesso. Foi finalmente publicado regularmente em Le Rire e Pêle-Mêle, o que possibilitará a publicação de seus primeiros álbuns, notadamente Tintin Lutin. 
No início do século XX, Benjamin Rabier impõe-se como um autor de sucesso, como evidenciam suas publicações em L'Assiette au Beurre ou le Chat Noir. Ele se lança também na edição para crianças, publicando um jornal: Histoire comique et Naturelle des Animaux (1907-1908). Apesar do sucesso, ele continuará em seu trabalho em Les Halles até 1910. 
Benjamin Rabier também escreveu várias peças (como Ma veuve s’amuse, em colaboração com José de Bérys; ele se lança, a partir de 1916, no desenho animado e se ocupa de publicidade, tendo produzido o famoso desenho da marca do queijo A vaca que ri.

## Obra
O universo de Benjamin Rabier é repleto de animais. Em 1906, Rabier publica, pela casa editora de Jules Tallandier, uma edição inteiramente ilustrada das Fábulas de La Fontaine. Ele ilustra também Le Roman de Renard e a Histoire Naturelle de Buffon. En 1921, Léon Bel transforma um desenho de Rabier em sua marca A vaca que ri. Esse desenho de vaca decorava os caminhões de transporte de carne fresca durante a Primeira Guerra Mundial e foi apelidada de a Wachkyria (a Valquíria), uma brincadeira alusiva às Valquírias, da mitologia nórdica. Todavia, o desenho mais famoso continua sendo o pato Gedeão (Gédéon le canard), cujas estórias foram publicadas entre 1923 e 1939, em 16 álbuns. Projetou Rabier, também, a famosa baleia Salins du Midi.
Para a companhia cinematográfica Pathé Baby, entre 1922 e 1925, criou muitos desenhos animados sobre temas de alguns de seus personagens, como o pato Gedeão.
Um admirador do trabalho de Rabier foi i belga Hergé. A viagem que Rabier faz até Moscou inspirará Hergé, que o tomará como modelo de Tintim. Rabier já havia criado alguns anos antes o herói Tintin Lutin, vestido com calça de jogador de golfe. Hergé homenageou seu mestre Benjamin Rabier, na roupa do célebre personagem Tintim, da arte denominada, no Brasil, quadrinhos e, em Portugal, banda desenhada, como se pode constatar, também, em entrevistas, especialmente na série de depoimentos gravados, concedidos ao jornalista Numa Sadoul, posteriormente reunidos em livro (Numa Sadoul, Tintin et moi: Entretiens avec Hergé, 1975.
Rabier deixou uma obra teatral considerável, tendo peças sido escritas em colaboração com famosos teatrólogos como José de Bérys, citado, e Eugène Jouillot. O texto intetral da peça Le court circuit (O curto-circuito) foi publicado, postumamente, em 1995, pela Ed. Robert Laffont, no livro da historiadora do teatro Agnès Pierron intitulado Le grand Guignol, uma retrospectiva desse teatro tão particular.
Em Portugal um dos seus trabalhos mais conhecidos é a ilustração da obra O romance da Raposa de Aquilino Ribeiro em 1924.